# Риздвяное
Риздвяное (укр. Різдвяне) — село в Мельниковском сельском совете Валковского района Харьковской области Украины.
Код КОАТУУ — 6321284015. Население по переписи 2001 г. составляет 27 (10/17 м/ж) человек.

## Географическое положение
Село Риздвяное находится в 2-х км от села Мельниково и реки Грушевая, в 3-х км от реки Орчик, примыкает к селу Вишнёвое.
По селу протекает пересыхающий ручей на котором сделана запруда.

## История
- 1856 — год основания.

## Экономика
- В селе есть молочно-товарная ферма.

## Достопримечательности
- Братская могила советских воинов и Памятный знак воинам-односельчанам. Похоронено 104 чел.